# Сной, Марко
Марко Сной — словенский лингвист, индоевропеист и этимолог. Родился 19 апреля 1959 года в Любляне (на тот момент Югославия).
Директор (с 2008 года) Института словенского языка Франа Рамовша Научно-исследовательского центра Словенской академия наук и искусств. Преподаватель Отдела сравнительного и общего языкознания Философского факультета Люблянского университета. Основатель журнала Slovenski jezik / Slovene Linguistic Studies.

## Биография
Окончил гимназию в Шентвиде под Любляной. Поступил на Отделение сравнительного языкознания и ориенталистики Философского факультета в Любляне. В 1984 году защитил магистерскую диссертацию на тему «Проблема i- и u-окраски в рефлексах индоевропейских слоговых сонантов n, m, r, l в балто-славянских языках» (Problem i-jevske in u-jevske barve v refleksih indoevropskih zlogotvornih sonantov n, m, r, l v baltoslovanščini). После службы в армии (1985—1986), где он начал изучать албанский язык, приступил к написанию докторской диссертации на тему «Праславянский z из индоевропейского s в свете новейших акцентологических открытий» (Praslovanski z iz indoevropskega s v luči novejših akcentoloških spoznanj), которую защитил в 1989 году защитил перед комиссией, состоящей из его научного руководителя Б. Чопа, а также Ф. Безлая и В. Ц. Орешник.
В 1981 году Ф. Безлай пригласил Сноя участвовать в работе над «Этимологическим словарём словенского языка». Для этого труда Сной написал большое количество этимологических статей, несколько уже для второго тома (1982), но особенно для третьего (1995) и четвёртого (2005). За работу над третьим томом словаря Безлая получил золотую медаль Научно-исследовательского центра Словенской академия наук и искусств. В 1997 году вышло первое издание, в 2003 году второе, дополненное, издание «Словенского этимологического словаря» авторства самого Сноя.